# Municipio de Harvey (condado de Cowley)
El municipio de Harvey (en inglés: Harvey Township) es un municipio ubicado en el condado de Cowley en el estado estadounidense de Kansas. En el año 2010 tenía una población de 94 habitantes y una densidad poblacional de 0,58 personas por km².

## Geografía
El municipio de Harvey se encuentra ubicado en las coordenadas 37°26′42″N 96°37′59″O / 37.44500, -96.63306. Según la Oficina del Censo de los Estados Unidos, el municipio tiene una superficie total de 162.74 km², de la cual 162,38 km² corresponden a tierra firme y (0,22 %) 0,35 km² es agua.

## Demografía
Según el censo de 2010, había 94 personas residiendo en el municipio de Harvey. La densidad de población era de 0,58 hab./km². De los 94 habitantes, el municipio de Harvey estaba compuesto por el 93,62 % blancos, el 3,19 % eran de otras razas y el 3,19 % eran de una mezcla de razas. Del total de la población el 5,32 % eran hispanos o latinos de cualquier raza.